# Daniel Köhne

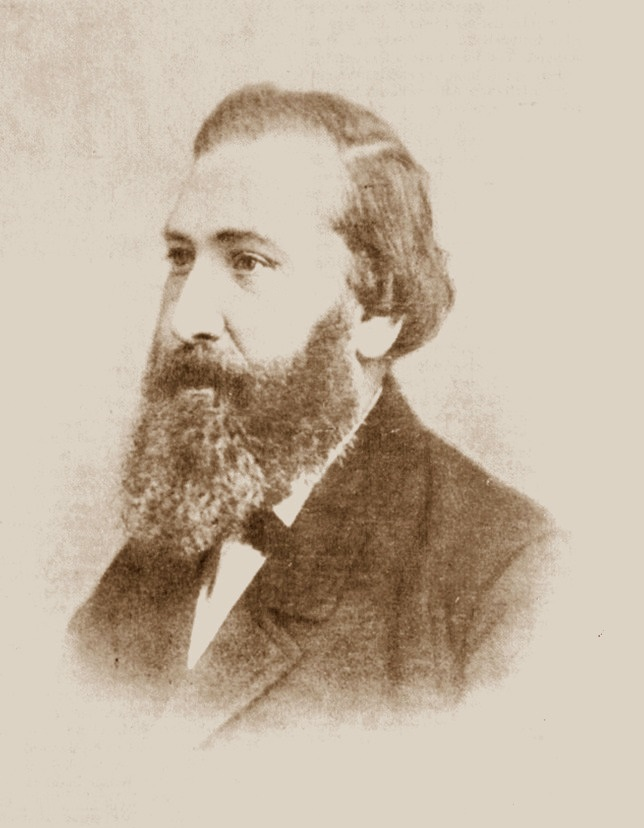
Daniel Köhne (Foto ca. 1870)

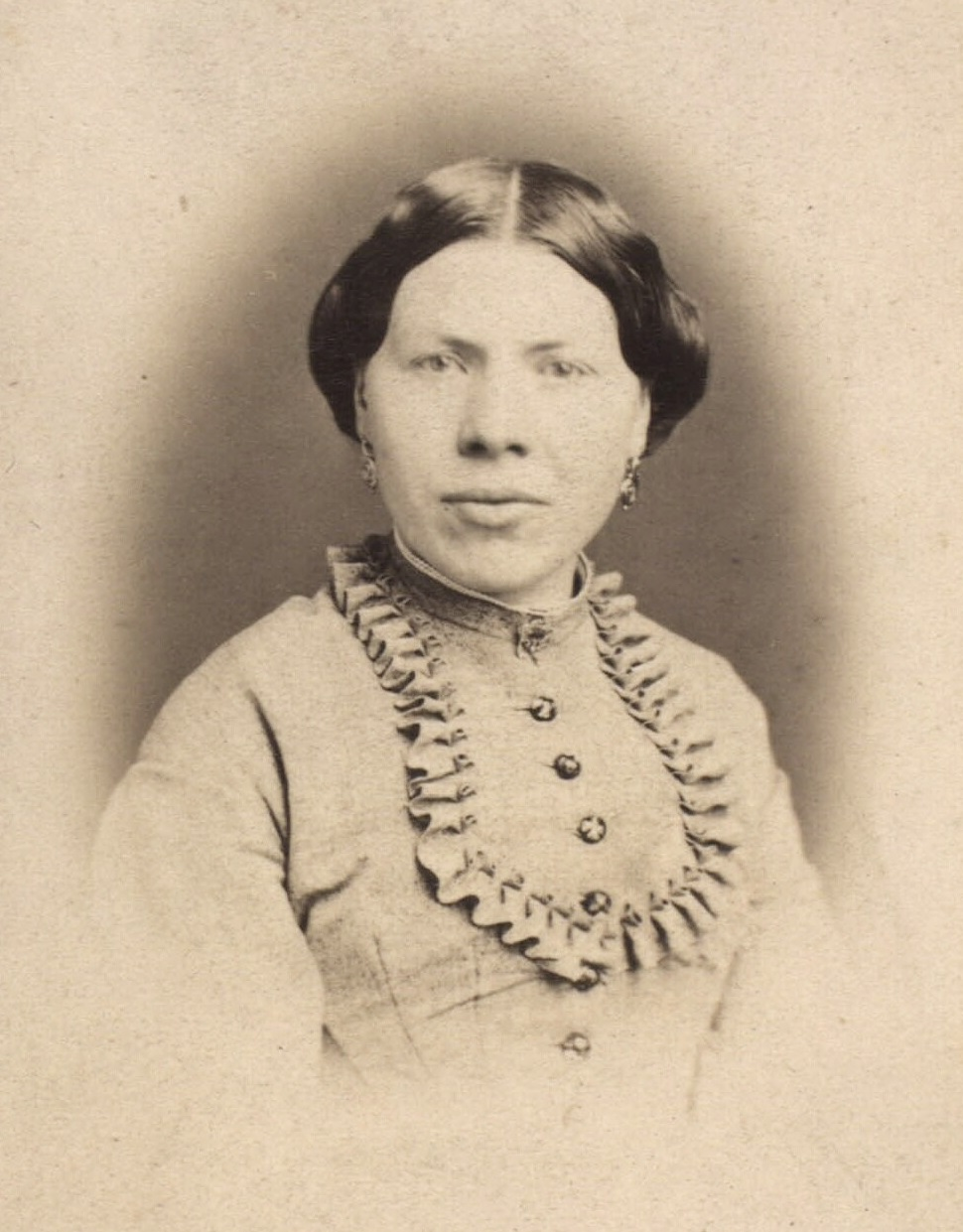
Köhnes Ehefrau Oline Antonine, geb. Winckelmann

Daniel Köhne (vollständiger Name: Johann Heinrich Daniel Köhne; * 26. Dezember 1828 in Kopenhagen; † 17. März 1878 ebenda) war ein dänischer Orgelbauer.

## Leben
Die Eltern des in Kopenhagen geborenen Köhne stammten aus Schöningen im Herzogtum Braunschweig, sein gleichnamiger Vater war Tischlermeister. Daniel Köhne trat in seine Fußstapfen und legte 1848 seine Gesellenprüfung ab. Bei einem Aufenthalt in Deutschland wurde sein Interesse für das Instrument Orgel und den Orgelbau geweckt. Er ging beim Orgelbauer August Troch in Neuhaldensleben in die Lehre. Nach mehrjähriger Lehrzeit und einem kurzen Aufenthalt in der Schweiz wurde er beim Orgelbauer Christian Sölter in Schöningen angestellt. 
1855 kehrte er nach Dänemark zurück, wo er sofort eine Beschäftigung bei dem Orgelbauer Jens Gregersen (1794–1864) in Kopenhagen fand. Köhne hatte den Ehrgeiz, unabhängig zu werden und eröffnete parallel eine eigene Werkstatt in seinem Elternhaus in der Adelgade 296. Kurz vor Fertigstellung seiner ersten eigenen Orgel mit sechs Registern zerstörte ein Brand im Frühjahr 1857 sein Haus. Köhne fand zunächst bei einem Nachbarn eine Unterkunft, dem Maurer Hans Heinrich Winckelmann. So kam er mit dessen Tochter Oline Antonine Winckelmann (1838–1907) zusammen, die er an Weihnachten 1860 in der Kopenhagener Petrikirche heiratete. Aus der Ehe gingen fünf Kinder hervor. Köhne richtete sich sein neues Kopenhagener Domizil samt Werkstatt in der Vestergade 25 ein.

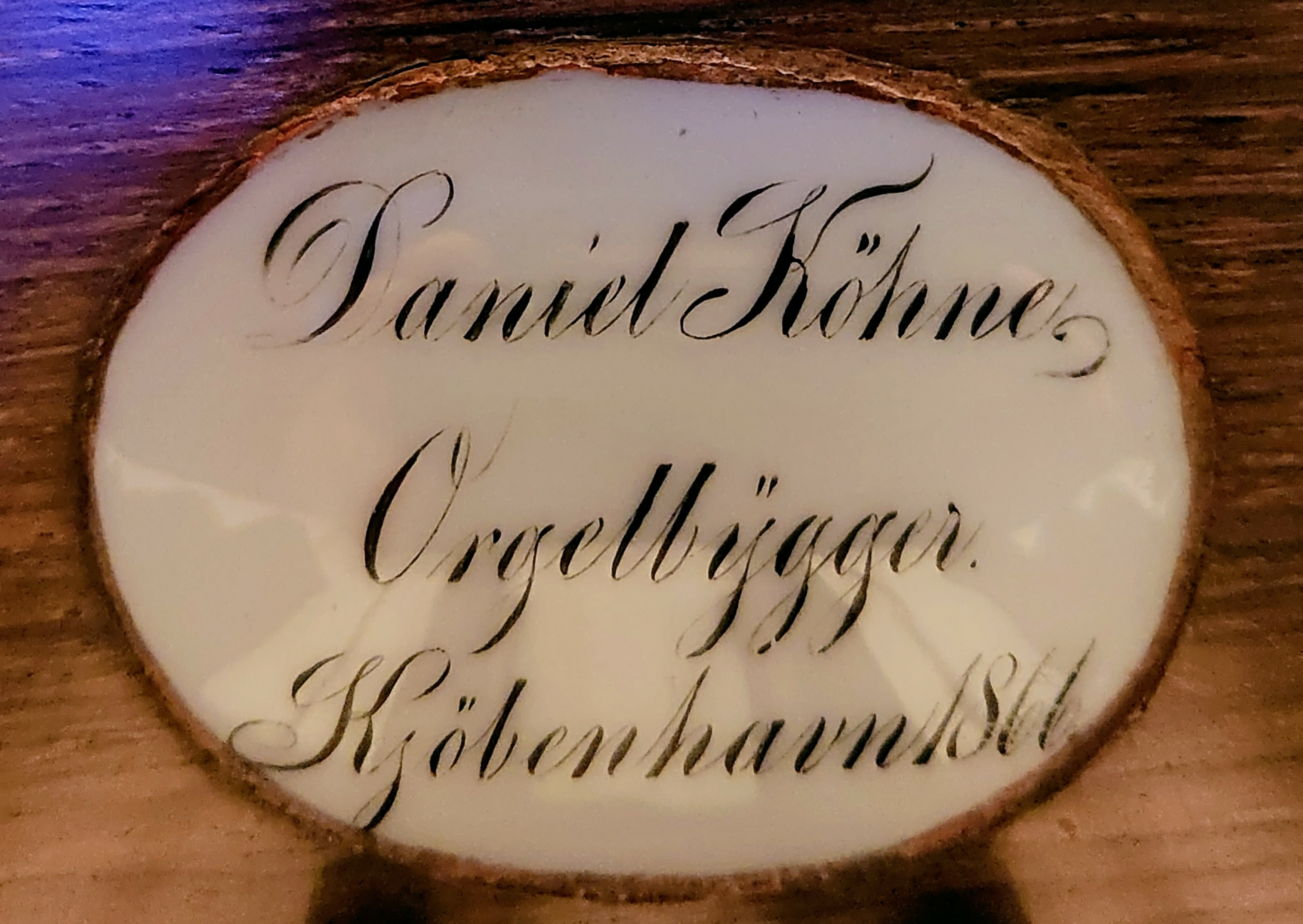
Firmenschild an der Orgel der Kirche in Sakskøbing

Als mehrere der damals bekannten Komponisten, darunter Niels W. Gade, auf Köhne aufmerksam wurden, eröffneten sich ihm eine Reihe von Möglichkeiten. Gade war nicht nur Komponist, sondern auch Organist an der Holmens Kirke. Die Orgel in dieser Kirche war stark reparaturbedürftig, und es war Köhne, den Gade für den Bau einer neuen Orgel gewinnen wollte. Zunächst unternahm Köhne 1863 mit Gades Hilfe und mit finanzieller Unterstützung des Reierske Fonds eine Studienreise nach Paris, um von dem Orgelbauer Aristide Cavaillé-Coll zu lernen, der als „Meister der Meister“ des französisch-romantischen Orgelbaus gilt.
Nach seiner Rückkehr im Herbst 1863 hatte Köhne aufgrund von Krankheit und baldigem Tod seines Arbeitgebers Gregersen viel zu tun: Er war nun für die Wartung der Instrumente im Dom zu Roskilde, in der Frauenkirche und in der Helliggeistkirche in Kopenhagen verantwortlich. 1865 begann er mit der Arbeit an der neuen Orgel für die Holmens Kirke. Diese wurde 1871 fertiggestellt und fand großen Anklang. Mit einer solchen Referenz kamen weitere Aufträge. Zu den größeren Arbeiten gehörte die Orgel für den wiederaufgebauten Viborger Dom mit 42 Registern. Sie wurde 1876 eingeweiht. 
Zwei Jahre später starb Köhne im Alter von 49 Jahren an einer Erkältung. Er wurde auf dem Kopenhagener Assistenzfriedhof beigesetzt, wo seine Grabstätte bis heute besteht. Zum Zeitpunkt seines Todes musste er zu den führenden Orgelbauern Dänemarks gezählt werden. Seine Werkstatt wurde von einem Partner unter dem Namen „A. H. Busch & Söhne“ weitergeführt.

## Werkliste (Auswahl)
| Jahr | Ort                          | Kirche                | Bild | Manuale | Register | Anmerkungen |
| ---- | ---------------------------- | --------------------- | ---- | ------- | -------- | --- |
| 1858 | Hvidovre                     | Hvidovre Kirke        |      |         | 8        | Älteste erhaltene Köhne-Orgel; 1993 Umbau und Erweiterung (2 Manuale und Pedal, 15 Register) durch Marcussen & Søn, Åbenrå. |
| 1860 | Gladsaxe                     | Gladsaxe Kirke        |      |         | 8        | 1984 ersetzt durch eine von Jensen & Thomsen, Hillerød, gebaute Orgel. Die „Köhne-Orgel“ wurde an die Humble Kirke in Humble abgegeben und dort von Sven-Erik Erbs aufgebaut; 1987 von Carsten Lund, Birkerød, umgebaut und erweitert (2 Manuale und Pedal, 16 Register). |
| 1862 | Gentofte                     | Gentofte Kirke        |      | II/P    | 11       | Nicht erhalten; die aktuelle Orgel wurde 1976 von Th. Frobenius og Sønner, Lyngby, gebaut (Opus 837) und ersetzte ein Instrument derselben Firma aus dem Jahr 1926 (Opus 156).                                                                                            |
| 1864 | Brønshøj                     | Brønshøj Kirke        |      |         | 8        | Nicht erhalten; die aktuelle Orgel wurde 1975 von Th. Frobenius og Sønner gebaut (Opus 797). |
| 1864 | Herstedvester                | Herstedvester Kirke   |      | I       | 4        | 2006 ersetzt durch eine von P. G. Andersen & Bruhn, Ølstykke, gebaute Orgel. Die „Köhne-Orgel“ befindet sich heute in der Krypta der Esajas Kirke in Kopenhagen. |
| 1865 | Nødebo/Seeland               | Nødebo Kirke          |      | I       | 4        | Später um ein fünftes Register (2′) erweitert, derzeit Erweiterung auf 11 Register geplant. |
| 1866 | Sakskøbing                   | Sakskøbing Kirke      |      | II/P    | 17       | Umbauten und/oder Restaurierungen der Orgel in den Jahren 1931, 1936, 1971 und 2007. |
| 1869 | Marsvinsholm, Gemeinde Ystad | Marsvinsholms Kyrka   |      | II/P    | 20       | Die Orgel wurde 1876 von Carl Elfström, Ljungby, 1913 von Eskil Lundén, Göteborg, und 1966 von Johannes Künkel, Lund, umgebaut; der Orgelprospekt im Stil der Neorenaissance ist original erhalten.                                                                       |
| 1869 | Herlev                       | Herlev Kirke          |      |         | 7        | 1963 ersetzt durch eine von I. Starup & Søn, Nørrebro, gebaute Orgel. |
| 1871 | Glostrup                     | Glostrup Kirke        |      |         | 8        | 1953 ersetzt durch eine von Marcussen & Søn gebaute Orgel. Die „Köhne-Orgel“ wurde an die Roskilder Odd Fellows Loge verkauft und in Roskilde eingebaut in das Odd Fellow Herrenhaus, Skolegade 13; die Orgel ist erhalten.                                               |
| 1871 | Kopenhagen                   | Holmens Kirke         |      | III/P   | 34       | Neubau unter Beibehaltung des barocken Gehäuses, 1956 durch ein Instrument von Marcussen & Søn ersetzt. |
| 1872 | Holbæk                       | Skt. Nikolai Kirke    |      |         | 20       | Nicht erhalten; die derzeitige Hauptorgel wurde 1967 von Th. Frobenius og Sønner gebaut (Opus 641); es ist die dritte Orgel der Kirche seit 1872. |
| 1873 | Sevel. Gemeinde Holstebro    | Sevel Kirke           |      |         |          | 1964 ersetzt durch eine Orgel von Th. Frobenius og Sønner (Opus 611). |
| 1873 | Kopenhagen                   | Missionshaus Bethesda |      |         | 12       | Die Orgel wurde 1899 der Hornslet Kirke, Hornslet, Gemeinde Syddjurs, geschenkt, sie ist erhalten. |
| 1873 | Ramløse, Gemeinde Gribskov   | Ramløse Kirke         |      |         | 6        | 1972 ersetzt durch eine Orgel von Th. Frobenius og Sønner (Opus702). |
| 1873 | Vartov, Gemeinde Kopenhagen  | Vartov Kirke          |      |         | 8        | Nicht erhalten; die aktuelle Orgel wurde 1971 von Poul-Gerhard Andersen, Ølstykke, gebaut. |
| 1876 | Viborg                       | Viborger Dom          |      | III/P   | 42       | 1965 abgerissen und durch einen Neubau von Marcussen & Søn ersetzt |
| 1876 | Ordrup                       | Ordrup Kirke          |      |         | 7        | Die derzeitige Orgel wurde 1991 von Carsten Lund gebaut. Die ursprünglich für die Ordrup Kirke geschaffene Orgel befindet sich heute in der Haraldsted Kirke, Gemeinde Ringsted; 1968 umgebaut von Th. Frobenius og Sønner.                                               |
| 1878 | Kopenhagen                   | Reformierte Kirche    |      | II/P    | 20       | Neubau unter Beibehaltung des barocken Gehäuses von 1724; fast unverändert erhalten. |
| 1878 | Kopenhagen                   | St.-Pauls-Kirche      |      | II/P    | 20       | 1938 Orgelneubau durch I. Starup & Søn mit Verwendung von Pfeifen aus Köhnes Vorgängerorgel. |